# 9077 Ildo
9077 Ildo (1994 NC) là một tiểu hành tinh vành đai chính được phát hiện ngày 3 tháng 7 năm 1994 ở Farra d'Isonzo.